# La sombra del torturador
La sombra del torturador es una novela de ciencia ficción y fantasía de Gene Wolfe publicada en 1980. Es el primero de los volúmenes de la serie El libro del sol nuevo. Relata la historia de Severian, un aprendiz de la Orden de los Buscadores de la Verdad y la Penitencia, o Gremio de los Torturadores, desde su juventud a través de su expulsión del gremio y el posterior viaje fuera de su ciudad natal de Nessus.

## Argumento
Esta es la recesión que hace de la novela el historiador de la tortura, Edward Peters:

El héroe, un torturador profesional, educado como tal desde la infancia, en una impersonal corporación de torturadores, posee una alta profesionalidad, que ejerce con total frialdad. Pero ha sido apartado del gremio, y se mantiene viajando y sirviendo en capitales de provincia como torturador y verdugo público. Entre sus ocasionales justificaciones de su ocupación se cuentan: que los torturadores no son crueles, sino eficientes, y sólo trabajan con jueces que tienen legítima autoridad; tales instrumentos públicos formales son esenciales para impedir la anarquía; sólo los jueces tienen el poder para decidir quién será torturado; el trabajo forzado, como alternativa, sería poco práctico, y el encarcelamiento prolongado sería demasiado costoso; la sentencia de muerte universal sería demasiado severamente democrática y no permitiría distinguir entre delitos graves y delitos menores. En todo este discurso, se pone énfasis en la falta de emoción, la impersonalidad, la total ausencia de crueldad, la estricta legalidad y la eficiencia técnica de los torturadores. Aquí, en la novela de Wolfe, está el torturador ideal y necesario de Massu.

## Premios
La novela ganó en 1981 el Premio Mundial de Fantasía y el premio BSFA a la mejor novela. Además quedó segunda en el premio Locus, tercera en el Premio John W. Campbell Memorial y fue nominada al premio Nébula.
En 1987, la novela fue votada en una encuesta organizada por la revista Locus como la cuarta mejor novela de fantasía de todos los tiempos.